# Juan Bautista Sánchez
Juan Bautista Sánchez González (Íllora, Granada, 12 de noviembre de 1893 - Puigcerdá, Gerona, 30 de enero de 1957) fue un militar español que luchó en la Guerra del Rif, en la guerra civil española y un opositor al régimen franquista. Llegó a ser Capitán General de Baleares, Capitán General de Aragón y Capitán General de Cataluña.

## Biografía
Juan Bautista Sánchez González fue un militar africanista que luchó en las guerras de Marruecos (campañas del Rif, Desembarco de Alhucemas) y en la guerra civil española (primeros pasos del levantamiento militar de julio de 1936, «cinturón de hierro» de Bilbao, Covadonga, Brunete, Teruel, Belchite, llegada al Mediterráneo por Castellón, entrada en Barcelona y llegada a Le Perthus) y, ocupó con posterioridad, los más altos mandos como capitán general de varias regiones militares. En su actuación destacó por su capacidad profesional y su carácter honrado y austero. Su muerte se convirtió en una gran manifestación de duelo en la ciudad de Barcelona.

## Guerra de Marruecos
Recibió todo tipo de condecoraciones por sus campañas marroquíes y españolas. Sirvió al mando de diferentes regimientos de Infantería y tabores de Regulares en las campañas africanas, destacando en el Desembarco de Alhucemas (1925) cuando «fue gravemente herido de tres balazos en el brazo izquierdo y citado como muy distinguido por el Jefe de la columna».

## Guerra civil española
Pacificado el Marruecos español —y ya con el rango de coronel— fue el primero en ponerse al frente de la sublevación militar —antes que Sanjurjo, Mola o Franco— cuando en la noche del 16 de julio, inició el Movimiento Nacional en el territorio del Rif, sublevando en Torres de Alcalá el Tercer Tabor de Regulares de Alhucemas n.º 5, y poniéndole en movimiento secretamente, hacia Villa Sanjurjo. Bautista Sánchez ordenó al comandante Ríos Capapé que pusiera en marcha a sus tropas, lo que constituyó el primer movimiento de la todavía no comenzada Guerra Civil. Al día siguiente, tan pronto tuvo conocimiento de la sublevación de Melilla y aunque no se había recibido la contraseña telefónica convenida con Ceuta, sublevó el resto de las guarniciones del Rif, apoderándose de Villa Sanjurjo y de toda la región Rifeña, que quedó incorporada a las veinte horas del citado día 17 de julio, a la España Nacional. Por su actuación sediciosa fue dado definitivamente de baja del Ejército de la República por las autoridades republicanas el 22 de agosto de 1936, según publicó en esa fecha la Gaceta de la República. Franco recordó esa circunstancia cuando se refirió a este hecho años más tarde.
Bautista Sánchez estuvo en todos los frentes importantes de la guerra civil española. Al mando de la V Brigada de Navarra participó en la ruptura del «cinturón de hierro» de Bilbao, en la Batalla de Santander, luchó en las batallas de Brunete y Teruel, reconquistó Belchite y cortó en dos el territorio de la República al llegar hasta el Mediterráneo por la localidad castellonense de Vinaroz. Ascendió a General de Brigada en 1938 y al mando del IX Cuerpo de Ejército (al cual pertenecía la IV División de Navarra) actuó en la campaña de Cataluña, tomando las ciudades de Tarragona, Barcelona, Badalona, Masnou, Mataró, Sabadell. De esta última campaña, lo más reseñable fue su entrada en Barcelona: 
«Ese mismo día 29, resueltas las escasas escaramuzas, a las 19 horas, el general Juan Bautista Sánchez, lanzaba un discurso por la Radio: ¡Catalanes! Hace pocos momentos que el glorioso ejército español comenzó a entrar en la ciudad de Barcelona. Tomada ya totalmente la población, las fuerzas desfilan tranquilamente por las calles levantando indescriptible entusiasmo. La muchedumbre vitorea a los soldados. Ciudadanos ¡engalanad vuestros balcones! Os diré en primer lugar a los barceloneses, a los catalanes, que os agradezco con toda el alma el recibimiento entusiástico que habéis hecho a nuestras Fuerzas Armadas. También digo al resto de españoles que era un gran error eso de que Cataluña era separatista, de que era antiespañola. ¡Debo decir que nos han hecho el recibimiento más entusiasta que yo he visto! [...] He asistido a la conquista de las cuatro provincias del Norte; he paseado la Bandera Nacional y el Escudo de Navarra por Aragón, por Castellón, por todas partes y en ningún sitio, os digo, en ningún sitio nos han recibido con el entusiasmo y cordialidad que en Barcelona».
Finalmente, no se quedó en la ciudad condal sino que continuó su avance hasta el paso fronterizo de La Junquera.

## ¿Monarquía o Dictadura?
Sánchez González, al igual que muchos de sus compañeros de armas, fue monárquico por tradición y por convicción. Sin embargo, la figura legítima de esos ideales (Alfonso XIII) fue considerado por muchos de ellos como traidor por su abandono del poder en 1931 y las trágicas consecuencias que se derivaron de su «deserción». A pesar de que el Ejército Nacional fue, en su mayoría, profundamente franquista, al acabar la contienda se reavivaron las luchas internas por acceder al poder —tradicionalistas carlistas, falangistas y monárquicos juanistas— por cómo se debía de construir esa nueva España y por la que los regeneracionistas, de principios de siglo, creyeron.
Juan Bautista Sánchez González, fue nominalmente citado por el general Kindelán para un hipotético «Gobierno Provisional de la Monarquía» (1944) en el que recogió su nombre –entre otros- como ministro del Ejército. Sin embargo, como miembro del Consejo Superior del Ejército fue llamado —entre otros generales— por Franco en 1945 para reforzar su liderazgo ante las conspiraciones monárquicas por el intento de relevo de su persona al frente de la jefatura del Estado; su apoyo al Generalísimo fue recompensado —con el tiempo— con la Capitanía General de Cataluña. Sin embargo las cosas evolucionaron. Estando todavía como Capitán General de Aragón (1945-1949) contactó con él el dirigente carlista Fal Conde (1945) a raíz del manifiesto de Lausana y, ya como Capitán General de Cataluña, empezó a mantener contactos con el conde de Ruiseñada (1950) e incluso invitó al Príncipe de España —Juan Carlos de Borbón y Borbón— a comer privadamente en Palacio (1955). Estos guiños a la Monarquía, unidos a las actuaciones reticentes frente a la posición férrea del Caudillo (como fueron la omisión en ejecutar a los vencidos bajo su jurisdicción en 1944 o la negativa a sacar las tropas durante las huelgas de los tranvías en 1951 y 1957), no impidieron que fuese procurador en Cortes.

## Una muerte bajo sospecha
El teniente general africanista se hallaba ya, desde la década de los cuarenta, «afectado de hipertensión arterial con ligero ensanchamiento del pedículo aórtico, dolor precordial y trastornos funcionales de la circulación general». En este estado físico realizó en 1957 la visita periódica de Inspección a las obras y destacamentos junto a la frontera y, «El 30 del referido mes (enero), a las 9´45 horas, en su habitación del Hotel del Prado de Puigcerdá, donde se había trasladado con el referido fin, fallece víctima de un ataque al corazón, según manifestaciones de los médicos». Parece ser que los generales Ríos Capapé y Muñoz Grandes se personaron en la zona para darle a conocer su destitución —por orden de Franco— del mando de la IV Región Militar. Fuese por el disgusto por la destitución o bien por la discusión mantenida —o ambas cosas—, unido a su precario estado de salud, la causa de la muerte de Sánchez González queda a la discreción del lector. El hecho es que es el militar español contemporáneo más injustamente olvidado, tanto por los vencedores como por los vencidos.
Por último, las muestras públicas y privadas de condolencia por la muerte del finado, llegadas de toda España y del extranjero, fueron miles y se manifestaron en firmas (4.271), tarjetas (1.515) y visitas personales (6.300), sin olvidar los telegramas y cartas que hicieron llegar a la viuda del difunto. En la corona de flores que Muñoz Grandes depositó en su féretro se leyó: «Al honrado soldado y modelo de caballeros».

## Una saga de militares
Uno de los dos hijos de su primer matrimonio luchó en la guerra civil española y en la División Azul, donde murió: el teniente Ignacio Sánchez Bilbao Su otro hijo, el general de División Juan Bautista Sánchez Bilbao, también participó en la Guerra de Ifni y en la situación prebélica que antecedió a la salida de España del Sahara español, llegó a ser director de la Academia General Militar de Zaragoza, Jefe de Seguridad de la Casa de Su Majestad el Rey de España, mandó la División Acorazada Brunete y fue Capitán General de Valencia y fundador de las Fuerzas Aeromóviles del Ejército de Tierra. Otros sirvieron en la Marina y en la Brigada Paracaidista.
Varios de sus nietos sirven en Ejército de Tierra de España y en la Armada Española al mando de diversas unidades, y han participado en varias misiones internacionales en el extranjero. Nietos de Juan Bautista Sánchez son tanto el general de División Juan Bautista García Sánchez, Jefe del Mando de Fuerzas Ligeras (2010), como el Almirante general Fernando García Sánchez, Jefe de Estado Mayor de la Defensa (JEMAD), de 2011 a 2017. Y nieto también de Juan Bautista Sánchez e hijo de Juan Bautista Sánchez Bilbao es el general de Brigada Juan Bautista Sánchez Gamboa, Jefe de la Segunda Subinspección General del Ejército (Sur) y comandante militar de Sevilla (2009), entre otros.

## Condecoraciones
- Caballero gran cruz de justicia de la Orden de San Lázaro de Jerusalén (15/06/1940).
- Gran cruz de la Orden de San Hermenegildo (22/04/1954).
- Medalla de Honor de Plata, de la República Francesa (16/02/1914).
- Cruz del Mérito Militar, con distintivo rojo, (15/04/1921).
- Medalla Militar de Marruecos con el pasador de Tetuán (21/03/1922), de Larache (08/05/1923) y de Marruecos (16/05/1928). Aspa roja sobre la misma por haber sido herido de guerra (08/05/1928).
- Cruz de 1. ª Clase del Mérito Militar, con distintivo rojo (12/12/1922).
- Cruz de 1. ª Clase del Mérito Militar, con distintivo rojo (25/09/1923).
- Cruz de 1. ª Clase del Mérito Militar, con distintivo rojo (10/08/1926).
- Medalla del Sufrimiento por la Patria (22/03/1927).
- Cruz de María Cristina (01/10/1927).
- Medalla de Paz de Marruecos (21/11/1927).
- Medalla de Plata conmemorativa de la Jura de Bandera de S.M. el Rey Alfonso XIII (23/03/1929).
- Medalla Militar (10/06/1929).
- Cruz de 2. ª Clase de María Cristina (21/06/1929).
- Cruz de la Orden de San Hermenegildo (09/11/1929).
- Cruz al Mérito de Guerra de Italia (31/07/1939).
- Medalla de la Campaña, Cruz Roja del Mérito Militar y Cruz de Guerra (13/12/1939).
- Gran cruz del Mérito Militar, con distintivo blanco (07/01/1943).
- Gran cruz del Mérito Naval, con distintivo blanco (1943).

Le fue concedida la Medalla Militar Individual en la Campaña de Marruecos en la retirada de Xauen, el 18 de diciembre de 1924; posteriormente, y por sus méritos al mando de la V Brigada de Navarra durante la Guerra Civil, se le concedió una segunda Medalla Militar Individual, siendo uno de los pocos militares con dos condecoraciones de esa categoría. Al cumplirse el XX aniversario del Alzamiento Nacional le fue otograda la gran cruz de la Orden de Cisneros, al mérito político.